# نبيل أبو مراد
نبيل أبو مراد (1946م) كاتب وأكاديمي وفنان لبناني، اختصاصي في المسرح، له العديد من الأعمال المكتوبة والأعمال الدرامية.

## سيرة
ولد نبيل أبو مراد في وادي شحرور (جبل لبنان) في 19 آذار (مارس) في العام 1946.
درس المسرح في الجامعة اللبنانية في العام 1956، وحاز دبلوم دراسات عليا في الفن الدرامي العام 1974، ودكتوراه في الدراسات المسرحية من جامعة باريس في العام 1979. كما حاز شهادة دكتوراه دولة في اللغة العربية وآدابها من كلية الآداب في الجامعة اللبنانية- الفرع الثاني في العام 1998.
وقد حاز رتبة الأستاذية من الجامعة اللبنانية في حزيران 2001.
عمل أستاذا لتاريخ الفنون المسرحية في الجامعة اللبنانية منذ العام 1979، وأستاذا في جامعة الروح القدس- الكسليك 2011- 2014.
شارك في الحركة المسرحية اللبنانية منذ العام 1966 كممثل ومخرج وناقد، وكان رئيس نقابة ممثلي المسرح والسينما والإذاعة والتلفزيون في لبنان بين 1995- 1997. كذلك عمل باحثا في مركز فينيكس للدراسات اللبنانية في جامعة الروح القدس- الكسليك منذ العام 2008 بموضوع المسرح اللبناني القديم. نبش التراث المسرحي منذ القرن التاسع عشر وبدايات القرن العشرين، تحقيق ودراسات مقارنة وتحليلية لعشرات المسرحيات مع سيرة مؤلفيها. نُشرت جميعها في المركز المذكور في مجموعة من الكتب.

## أعماله
أخرج أبو مراد خمس مسرحيات، ومن أدواره التمثيلية: 
- مع مسرح الأخوين رحباني وفيروز: حنا السكران في مسرحية المحطة، ودور الطبيب النفسي في مسرحية لولو، كذلك شارك في الشخص، وميس الريم.
- مثّل للسينما خمسة أفلام.
- مثّل للتلفزيون نحو 25 مسلسلاً[11]
- مثّل في مسرحية الطائفة 19.[4][12][13]

وله دراسات عديدة ومقالات منشورة في الصحف والمجلات اللبنانية، منها:
- المسرح اللبناني في القرن العشرين تاريخ - قضايا - تجارب - أعلام - 2002[16]
- الأخوان رحباني: حياة ومسرح - 2010 [17]
- الأخوان رحباني: إبداع فكري وفني، (منسق ومشارك في الدراسات مع مجموعة من الباحثين) منشورات الجامعة اللبنانية - 2015
- موسى زغيب: مسار التجديد والتطوير في الزجل اللبناني، 2017 ، دراسة أعدّت للجامعة اللبنانية
- خصائص الكتابة الدرامية
- المسرح في لبنان (1900 - 1975)

وكتب موضوع المسرح اللبناني في: the World Encyclopedia of contemporary theatre .York University, Toronto, Canada, volume 4. 1999